# АБЦ убиства
АБЦ убиства (издат 1936) је детективски роман британске књижевнице Агате Кристи у ком су Херкул Поаро, Артур Хејстингс и Главни инспектор Џап истраживали низ убистава који је починио тајанствени убица познат само под надимком "АБЦ". Књига је први пут издата у Великој Британији преко издавачке куће "Collins Crime Club" 6. јануара 1936. године. и продата је за 7 шилинга и 6 пенија док је књигу у САД издало друштво "Dodd, Mead and Company" 14. фебруара исте године, а цена је била 2 долара.
Састав романа је необичан јер је делом у првом, а делом у трећем лицу. Тај облик је Агата Кристи раније користила у роману Човек у смеђем оделу. У овом роману приповедање у трећем лицу реконструисао је приповедач приче Артур Хејстингс.
Роман је добро примљен у Британији и САД када је први пут издат. Један читалац је чак рекао: "Да је боље, не би ваљало", док је један изнео опаску о генијалности радње Кристијеве. Један читалац је 1990. године рекао да је то "класична, свежа прича добро разрађена".

## Радња
Враћајући се из Јужне Африке, Артур Хејстингс се среће са својим старим пријатељем Херкулом Поароом у његовом новом стану у Лондону. Поаро му показује тајанствено писмо које је примио потписано са "АБЦ" у коме се описује злочин који ће ускоро бити почињен у шта сумња да ће бити убиство. Још два писма исте природе му ускоро стижу у стан, свако пре убиства које је извео АБЦ и то по абецедном реду: Алис Ашер, убијена у својој пиљарници у Андоверу; Елизабет "Бети" Барнард, згодна конобарица убијена на плажи у Бексхилу и сер Кармајкл Кларк, богаташ убијен у свом дому у Карстону. После сваког убиства, абецедни возни ред је остављен поред жртве.
У полицијском екипи за истрагу, коју води главни инспектор Џап, налазе се инспектор Кром који сумња у Поароове детективске способности, и др. Томпсон који покушава да профилише убицу. Поаро саставља „Легију“ од родбине преминулих да би открио нове податке. У њој су: Кармајклов брат Френкли, сестричина Ашерове Мери Дровер, Бетин вереник Доналд Фрејзер и старија сестра Меган, и Кармајклова млада помоћница Тора Греј. Након састанка са удовицом треће жртве, леди Кларк, утврђује се једна кључна сличност убистава - на дан сваког убиства, човек који продаје свилене чарапе појавио се на или у близини сваког места злочина. Упркос овим подацима, Поаро сумња зашто су писма послата њему, а не полицији или новинама и зашто је у трећем писму његова адреса написана погрешно што је проузроковало кашњење у стизању писма. Убрзо, АБЦ шаље своје следеће писмо, упућујући све у Донкастер, где се сумња да ће до следећег убиства доћи на хиподрому "Сент Леџер". Међутим, убица уместо тога напада у биоскопу, а име жртве не одговара абецедном узорку осталих убистава.
Полиција ускоро добива дојаву о човеку повезаном са убиствима - Александру Бонапарту Касту, трговачком путнику са падавицом који пати од рупама у памћењу и сталних мучних главобоља као последица повреде главе током Првог светског рата. Каст бежи из свог стана, али се срушио по доласку у полицијску станицу Андовер где је приведен. Осим што тврди да га је предузеће за продају чарапа ангажовало, недостаје му било какво сећање да је починио убиства, али верује да мора бити крив за њих - био је у биоскопу када се догодило последње убиство и пронашао је крв на рукаву и нож у џепу након што је отишао. Полиција сазнаје да дотична предузеће никада није запослило Каста. Њихов претрес собе открива неотворену кутију АБЦ-ових железничких возних редова и писаћу машину и фини папир коришћен у АБЦ-овим писмима док је нож откривен у ходнику испред његове собе где га је бацио. Поаро сумња у Кастову кривицу због затамњења памћења, а посебно зато што је имао чрвсто покриће за убиство у Бексхилу.
Кад је сазвао састанак "Легије", Поаро је раскринкао једног од њених чланова, Френклина Кларка, као убицу АБЦ-а. Његова побуда је била једноставна - леди Кларк полако умире од рака, а након њене смрти, Кармајкл би се вероватно оженио својом помоћницом. Френклин се бојао могућег другог брака јер жели сво богатство свог брата па је одлучио да убије свог брата док је леди Кларк још била жива. Случајан сусрет са Кастом у кафићу дао је Френклину замисао за заверу око убиства - он ће приказати свој злочин као део серијског убиства. Створивши писма која ће добити Поаро, Френклин је са својим послом поставио Каста, дајући му писаћу машину и друге предмете које би искористио да му смести убиства. Хејстингсов предлог јасно показује да је треће писмо намерно погрешно адресирано јер Френклин није желео да полиција прекида то убиство. Френклин је затим кренуо за Кастом у биоскоп, починио последње убиство и подметнуо му нож док је одлазио.
Френклин се насмејео Поароовој теорији, али успаничио се када му је речено да је његов отисак пронађен на једној дирки Кастове писаће машине и да га је Мили Хигли, сарадница Бети Барнард, видела у њеном друштву. Фрнклин је покушао да изврши самоубиство сопственим пиштољем да би установио да га је Поаро испразнио помоћу џепарења. Како је случај решен, Поаро је спојио Доналда са Меган. Касније, Каст је рекао Поароу да му је штампа понудила 100 фунти за причу, а Поаро му је предложио да за то захтева већу цену и да су му главобоље могле настати због наочара. Кад су остали сами, Поаро је рекао Хејстингсу да је тврдња о отиску прста на машини била блеф, али је задовољан што је пар „још једном отишао у лов“.

## Ликови
- Херкул Поаро - познати белгијски детектив познат по решавању случајева помоћу својих "малих сивих ћелија".
- Капетан Артур Хејстингс - Поароов стари пријатељ и сарадник на случају. Он је нестрпљив и његов мањак маште често шаролико исмева Поаро.
- Детектив главни инспектор Џејмс Харолд Џап - још један стари пријатељ Херкула Поароа који ради на случају.
- Инспектор Кром - задужен за случај у Бексхилу. Има ниско мишљење о Поароу.
- Др. Томпсон - форензички психолог који покушава да сачини профил убице.
- АБЦ - непознати хладнокрвни серијски убица и Поароов непријатељ у овом роману. Он убија своје жртве по абецедном реду и оставља абецедни возни ред на месу злочина као своју посетницу.
- Алис Ашер - прва жртва. Старија жена отуђена од супруга без деце која држи пиљарницу у Андоверу.
- Бети Барнард - друга жртва. Млада и згодна хонорарна конобарица у Бексхилу.
- Сер Кармајкл Кларк - АБЦ-ова трећа жртва и богаташ из Карстона. Сер Кармајкл нема деце, али има супругу која болује од рака.
- Џорџ Ерсфилд - АБЦ-ова четврта жртва по занимању берберин. Убијен у биоскопу у Донкастеру. Сматрало се да је нелогично да буде жртва с' обзиром на образац убистава АБЦ-а.
- Френклин Кларк - Сер Кармајклов ожалошћени млађи брат и следећи наследник. Члан Легије због кога су остали одлучили да помогну Поароу.
- Мери Дровер - сестричина Алис Ашер и чланица Легије.
- Меган Барбард - Бетина старија, осећајна и потпуно спуштена на земљу сестра, а касније и чланица Легије која помаже Поароу у случају.
- Доналд Фрејзер - Бетин несуђени вереник. Пристојан и једини осумњичени за Бетино убиство. Такође члан Легије.
- Тора Греј - Сер Кармајклова радна млада помоћница. Такође чланица Легије.
- Александар Бонапарт Каст - трговачки путник чудног имена који продаје чарапе и пати од епилепсије. Он се борио у рату где је рањен у главу због чега се не сећа неких ствари и има јаке главобоље.
- Франц Ашер - Алисин супруг алкохоличар. У почетку је био осумњичен за убиство своје отуђене жене, али на кратко.
- Мили Хигли - сарадница Бети Барнард. Чак пристојног изгледа.
- Леди Шарлот Кларк - неизлечиво болесна сер Кармајклова супруга. Умире од рака. Пије разне лекове који често доводе до заблуда и/или раздраживања, али даје кључни траг Поароу.
- Роџер Даунс - наставник присутан у биоскопу у Донкастеру. Иако је Даунс требало да буде логична жртва, уместо њега је убијен Џорџ Ерлсфилд. Даунс је седео два седишта даље и он је открио Ерлсфилдово тело.
- Лили Марбури - Ћерка Кастове станодавке. Има меко срце. Упозорила је Каста након што је Том Хартиган отишао у милицију због његових поступака.
- Том Хартиган - дечко Лили Марбури. Он је видео Каста на Јустонској станици са картом за Донкастер па је посумњао кад је Лили рекла да Каст иде у Челтенам за који воз креће са Падингтона.

## Књижевни значај и пријем
Часопис Књижевно време 11. јануара 1936. године закључио је текст назнаком дивљења према радњи речима: "Ако госпођа Кристи икада напусти фикцију за злочин, она ће бити веома опасна: нико осим Поароа неће је ухватити."
Ајзак Андерсон из часописа Преглед књижевности Њујорк тајмса 16. фебруара 1936. године завршио је рецензију написавши: „Ова прича је збуњујућа у први мах, написана у најбољем маниру Агате Кристи. Чини се најбољом коју је икада написала, чак бољом и од Роџера Акројда.
У издању часописа Посматрач од 5. јануара 1936. године, "Торквејмада" (Едвард Повис Метерс) написао је: "Домишљатост је благи израз за дар госпође Кристи. У књизи АБЦ убиства, коју је [крими] клуб правилно изабрао за књигу месеца, она је прилично изменила свој начин напада на читаоца, а истина која стоји иза овог фантастичног низа убистава подједнако је неухватљива као и било која претходна истина коју је Поаро имао да за нас ухвати. Читалац усваја два сасвим различита умна става док чита. У почетку, и за пуно страница, пита се: "Хоће ли ме Агата Кристи изневерити? Да ли она мисли да нам може дати овакву причу као детективску причу и да се извуче?" Тада му долази уверење да се огрешио о ауторку и да само он почиње да прозире њену вештину. У последњем поглављу налази, јер је сјајни циркуски рад са пуно лажних трагова скренуо пажњу са мирног разматрања побуде, он није погрешио, већ само погрешио. Уочљиво је, иначе, да се ликови прекидају у интервалима да би нам рекли да имамо везе са „убилачким убицом“. Спремни смо да ово узмемо здраво за готово све док нам госпођа Кристи (не бих то пропустио) даје једну која то није."
Е. Р. Паншон је прегледао роман 1936. године, написавши да „Неке читаоце детективских романа привлачи велико занимање за гледање и можда предвиђање логичног развоја дате теме, други уживају у праћењу брзог низа догађаја у узбудљивој прича, а друге углавном занимају психолошка реаговања изазвана злочином који задире у навику уобичајеног живота. Вешт и срећан је онај писац који у јединство може уткати ову троструку нит. У новој књизи госпође Агате Кристи ... задатак је урађен успехом“. Додао је, "У другом поглављу, госпођа Кристи нам показује оно што изгледа као да је сам манијак. Али мудри читалац, сећајући се других прича госпође Кристи, мрмљаће у себи "Не верујем јој; шансе нема да ме завара" и тако ће се наставити до врхунца, нису "изгледи" већ мртва потврда коју он неће претпоставити. Лаком и привлачном стилу и прикладном, ако не и врло дубокој личности лика, госпођа Кристи додаје крајњу и запањујућу домишљатост, нити је веома битно што је сасвим немогуће прихватити темеље своје приче или претпоставити на било какво вребање - коњ би се понашао тако увек тачно када треба. Као и у Бексхилу, увек би дошло до застоја. У глатком и наоко савршеном савршенству са којим постиже своје циљеве, госпођа Кристи подсећа на Ноела Кауарда. Заиста би у том погледу могла бити прозвана као Ноел Кауард детективских романа.
Неименовани рецензент у часописа Дневно огледало 16. јануара 1936. године рекао је: "Богу хвала што имам име које почиње словом на крају абецеде! За сваки случај ако нека опонашајућа душа користи ову књигу као приручник за леп мали низ убистава“. Они су резимирали: "То је Агата Кристи у најбољем случају."
Роберт Барнард је позитивно оценио овај роман, назвавши га „Класична, још увек свежа прича, лепо разрађена“. Приметио је да се радња "разликује од уобичајеног обрасца по томе што изгледа да смо умешани у хајку: чини се да је низ убистава дело манијака. Заправо решење поново потврђује класични образац затвореног круга осумњичених са логичним, добро мотивисаним планом убиства. Чини се да енглеска детективска прича не може да прихвати неразумно." Његов коначни суд о овом роману је да је био „Потпуни успех - али хвала Богу што није покушала да иде до слова З.“
У чланку "Бинг!"-а за издање бр. 1343–44 (26. децембра 2014. − 3. јануара 2015) часописа Недељна забава, писци су изабрали АБЦ убиства као „омиљену недељну збаву“ на списку „Девет великих романа Кристијеве“.

## Помињање других дела
У првом поглављу, Поаро алудира на стање из романа Трагедија у три чина из 1935. године. У истом поглављу, Поаро спомиње свој неуспели покушај пензионисања и узгајања тиквица који су приказани у роману Убиство Роџера Акројда.
У трећем поглављу, у разговору између Џапа и Поароа приказано је да је 1935. године Кристијева већ размишљала о Поароовој смрти што је касније приказано у роману Завеса: Поароов последњи случај: „Не би ме чудило да на крају не истражујет сопствену смрт.“, рекао је Џап смејући се од срца . „То је само замисао. Требало би да се стави у књигу.“ „Хејстингс ће то морати да учини“, рекао је Поаро трепнувши према мени. „Ха ха! Ал' би то била шала.“, насмејао се Џап.
Такође у трећем поглављу, Поаро износи заплет онога што сматра савршеним злочином, злочином толико изазовним да би "чак и њему" било тешко да га реши. Управо то убиство - где некога неко од четворо људи убија током партије бриџа у истој соби - тема је романа Карте на сто Кристијеве који је објављен касније исте године.
У деветнаестом поглављу, Поаро размишља о свом првом случају у Енглеској где је „спојио двоје људи који су се волели једноставном методом хапшења једног од њих због убиства“. Ово је помињање романа Тајанствени догађај у Стајлсу, а поменути пар били су Џон и Мери Кевендиш.

## Помињање у другим делима
Заплет књиге АБЦ убиства спомиње детектив инспектор Џон Еплби у роману Мајкла Инса у роману Еплбијев крај (1945).
Од 393 до 397 поглавља стрипа Детектив Конан Гоша Аојаме имају случај са неким сличностима јер је подстрек за злочинца дошао из књиге АБЦ убиства. Од 325 до 327 епизоде његове прилагођавања у цртани такође је представљан догађај. Цртани филм из 1998. године „Затворен случај: Четрнаеста мета“ комбинација је ове приче са убиством заснованим на бројевима у именима као варка која збуњује детективе, а такође је коришћена и књига Кристијеве Десет малих црнаца.
Бенгалски детективски роман Нарајана Саниале 'О Аа Ка Кхунер Канта' заснован је на књизи АБЦ убиства. Саниал је подстрек из овог романа Кристијеве признао у уводу књиге. Овде лик заступник П. К. Басу има улогу главног протагонисте, слично као и Поаро.
Лик инспектора Келсија из књиге АБЦ убиства поново се појављује у књизи Мачка међу голубовима.

## Прилагођавања

### Филм
Прва екранизација романа био је филм Абецедна убиства из 1965. године са Тонијем Рендалом у улози Херкула Поароа, а та варијанта је била више комична него тајанствена.
Прича у малајаламском филму Велики газда из 2012. године, који је написао режисер Б. Уникришнан, црпи подстрек из романа АБЦ убиства. Лик Кадресакара у филму који је играо индијски ветеран Моханлал, иако је подстрекнут легендарним Херкулом Поароом, има више везе са популарном екранском личношћу Моханлала на малајаламском.
У ствари, сам Б. Уникришнан написао је детаљнији сценарио тематски повезан са убиствима АБЦ-а за истражну телевизијску серију под називом „Црно и бело (сезона 2)“ која се емитовала око 2004. године у Асианету у којој је глумац Сидик глумио у улози истражитеља.

### Радио
У прилагођавању за ББЦ Радио Поаро−АБЦ убиства играли су Џон Мофат и Сајмон Вилијамс. Први пут је емитована 2000. године. Емисија се повремено емитује на ББЦ Радио 4 Екстра.
Епизода емисије Неизвесност из 18. маја 1943. била је прилагођавање романа АБЦ убиства у којој је главну улогу играо ЧАрлс Лотон.

### Телевизија

#### СеријаПоаро(1992)
1992. године, роман је прилагођен за телевизију као део ИТВ-ове серије Поаро, а први пут је емитована у Великој Британији 5. јануара 1992. У њој су играли Дејвид Сачет као Херкул Поаро, Хју Фрејзер као капетан Хејстингс и Филип Џексон као главни инспектор Џап, а у осталим улогама били су Доналд Самптер као Алекандар Бонапарт Каст, Доналд Даглас као Френклин Кларк, Николас Фарел као Доналд Фрејзер и Пипа Гард као Меган Барнард.
Екранизација, иако изузетно верна радњи романа, имала је низ мањих промена:
- Ликови инспектора Крома, инспектора Келсија, доктора Томпсона, Лили Марбури, Тома Хартигана, позорника Довера и Бригса, госпође Фаулер, Еди Фауел, Џејмса Патриџа, Алберта Ридела, пуковника Џерома, госпођице Мерион, Деверила, инспектора Велса, Хила, пуковника Андерсона, инспектора Рајса, господина Ледбетера, Кетрин Ројал, Џејмсона, господина Бола, Мери Страуд, Џефрија Парнела, Сема Бејкера, сер Лајонела, наредника Џејкобса, Лукаса, Мејнарда, Капера и Мејбел Хомер су избачени.
- Рад инспектора Kрома у екранизацији је преузео инспектор Џап.
- Полиција је упозорена на сумњу да је Каст умешан у убиства преко његове газдарице док се нож коришћен у четвртом убиству налази у његовој соби.
- Френклин Кларк је покушао да побегне када га је Поаро разоткрио као убицу.

#### Јапанска варијанта (2005)
Ова јапанска екранизација емитована је као прво вече дводневног издања у децембру 2005. године. Друго вече је емитована екранизација романа Убиство на терену за голф. У тим филмовима, Широ Ито је глумио Такашија Акафуџија који представља лик Поароа.

#### Мала убиства Агате Кристи(2009)
Прва емитована епизода француске телевизијске серије Мала убиства Агате Кристи било је прилагођавање романа АБЦ убиства. Епизода је емитована у 9. јануар 2009. године.

#### Убиства по абецеди (2018)
2018. године је за ББЦ снимљена екранизација романа, коју је написала Сара Фелпс. Емитована је као троделна мини-серија током три вечери заредом од 26. децембра те године. У њој су глумили Џон Малкович као Херкул Поаро и Руперт Гринт као инспектор Кром док су између осталих играли и Имон Фарен као Алекандар Бонапарте Каст, Џек Фартинг као Доналд Фрејзер, Фриа Мејвор као Тора Греј, Кевин Мекнели као инспектор Џап и Ања Калотра као Лили Марбури
Екранизација је уопштено пратила заплет романа, али је садржала значајне промене:
- Капетан Хејстингс је избачен
- Џап је умро од срчаног удара на почетку па је истрагу водио искључиво инспектор Кром.
- Истражена је Поароова позадина пре избијања Првог светског рата; у овој екрзнизацији, он је пре рата био свештеник, а не детектив у белгијској полицији.
- Прва три убиства почињена су на местима које имају одређени значај за Поароа − помогао је при порођају једне жене у избегличком возу који се зауставио у Андоверу, посетио је кафић у коме је Бети Барнард касније радила у посети Бексхилу и присуствовао је пријему у кући Кларкових.
- Више се водило рачуна о планирању убиства Д. уместо што је само било убадање ножем особе у биоскопу уз образложење да би неко са одговарајућим именом био у близини, убица је намеравао да убије једног трбухозборца у позоришту, али у позоришном грешком убија другог.
- Приказано је пето убиство које се односи на слово Е и Каст је био присутан на месту догађаја. Убица је био изненађен због тога и искористио је ову прилику да умеша Каста подметањем оружја кад је Каст имао напад.
- Полиција га је јурила убрзо након убиства Е. Ухватили су га након што се повредио уместо да се онесвести у полицијској станици.
- У екранизацији се не помиње Мери Дровер, сестричина Алис Ашер. Лик Торе Греј измењен је тако да је преваром постала Френклинова саучесница како би му пружила покриће за једно од убистава.
- Френклин је тврдио, пре него што је погубљен, да је починио злочине да би дао Поароу нови разлог за живот, сматрајући их пријатељима, иако Поаро гаји само презир према његовим методама.

### Цртани
Четвороделна епизода цртане серије Велики детективи Агате Кристи: Поаро и Марпл заснована је на књизи.
АБЦ убиства такође су део цртаног филма „Хјоука“ и епизоде 15 „Случај Џумонџи“ из серије Хјоука.

### Стрип
АБЦ 殺人 事件, (Убиства по абецеди) је прерађен у дводелни стрип Иасушија Хошина, штуро заснована на мешавини изворног романа и приче Убиство у малој улици. Радња је смештена Јапану, а Поаро је задржава свој култни изглед иако је преименован у Еикубо, док је Хејстингс преименован у Асакура.

### Игрица
2009. години, DreamCatcher Interactive објавио је варијанту романа у виду видео-игре за Nintendo DS под називом Агата Кристи: АБЦ убиства. У игрици су играчи капетан Хејстингсо и морају да разреше загонетку прегледом места злочина и испитивањем осумњичених. Да би привукли играче упознате са изворном причом, игрица такође нуди могућност да се игра са другим убицом, што доводи до другачијих трагова и сведочења током целе игрице. Игра је добила осредње критике, али је похваљена због верне рекреације изворног материјала.
2016. године, игру са истим именом објавили су Microids за рачунаре, PS4 and Xbox One.